# مخطوطة دواري للشاهنامه

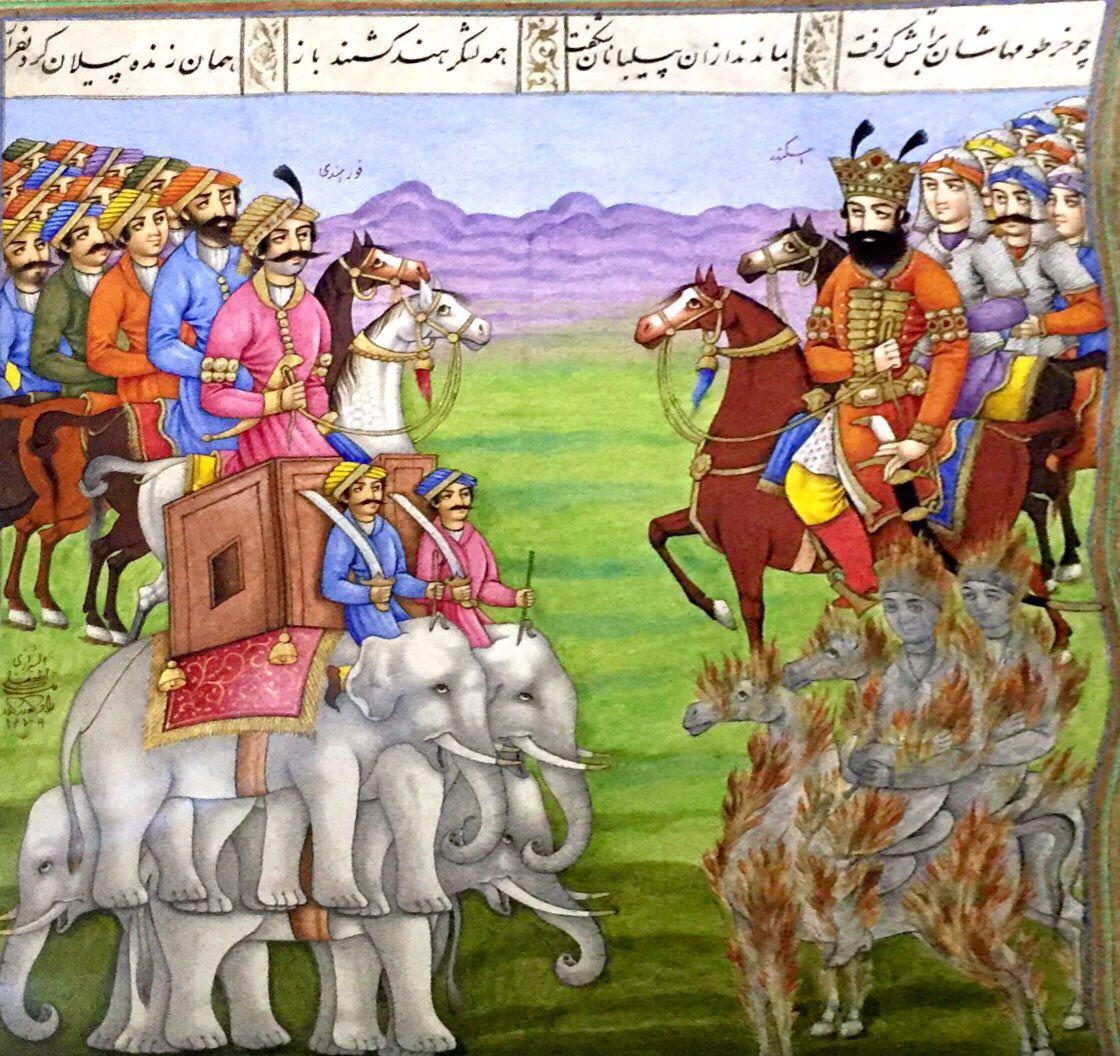
منمنمة من مخطوطة دواري للشاهنامه للرسام لطف علي خان شيرازي

مخطوطة دواري للشاهنامه هي مخطوطة من عام 1856 لشاهنامه الفردوسي. أنشأها ميرزا محمد داوري شيرازي (1822-1865) في إيران القاجارية في القرن التاسع عشر، وهذه المخطوطة هي من أواخر الشاهناهة المصنوعة على الطراز التقليدي. وهي محفوظة في متحف رضا عباسي في طهران، بإيران، تحت رقم القيد 599، وهي مُزخرف بشكل مُفخَّم وتتكون من 68 صورة توضيحية ، يمكن مقارنتها بالإنتاجات البلاطية للشاهنامه. ومع ذلك، وعلى عكس الإنتاجات البلاطية، فإن مخطوطة دواري للشاهنامه، لم تكن عملًا كُلِّف به رسام. ووفقًا لمؤرخة الفن معصومة ناهد آسمي، ربما أُنشئَت مخطوطة دواري للشاهنامه كقصيدة لفن يحتضر.

## طالع أيضًا
- الفن القاجاري[الإنجليزية]